# Земля отцов
«Земля отцов» — советский фильм 1966 года режиссёра Шакена Айманова по сценарию поэта Олжаса Сулейменова, который родился из его небольшого стихотворения «Одна война окончилась другой».
Фильм входит в ТОП-10 самых кассовых фильмов киностудии «Казахфильм», его посмотрели 4 200 000 зрителей.
За роль в фильме актёр Елубай Умурзаков награждён премией Всесоюзного кинофестиваля и удостоен Государственной премии Казахской ССР.

## Сюжет
Пересказ содержания не даёт даже приблизительного представления ни о сценарии, ни о фильме.
Старик казах вместе с внуком в первое послевоенное лето едет в Ленинградскую область в деревню Носакино. В бою за эту деревню погиб сын старика, отец мальчика Баяна, здесь он похоронен. Старик решил перевезти прах сына на родную землю — так велит Коран, такова традиция. Что ж, скажем мы — тёмный старик, и, видимо, к концу фильма он будет перевоспитан. Но и старик не так уж тёмен, и задача фильма намного шире.

Фильм — философское размышление о том, что такое родина. Фильм построен как цепь эпизодов — это встречи на пути деда и внука, встречи с людьми, с Россией, пережившей войну.— Михаил Сулькин — Путь к родине // Искусство кино, 1967

Путь, равный времени прохождения поезда от казахского степного разъезда до станции Носакино под Ленинградом, вмещает в себя отнюдь не географическое и не пространственное понятие. Скорее, это путь человеческой души. Дед и внук, едущие за прахом погибшего сына и отца, преодолевают не километры: один — свои религиозные и местнические предрассудки, другой — прощается с детством и набирает жизненный опыт. В конце пути обновленный опыт соединяет их друг с другом, а обоих — с судьбой всей страны.— Тенденции развития киноискусства Казахстана /Кульшара Айнагулова, Катеш Алимбаева. — Гылым, 1990. — 158 с. — стр. 92

## В ролях
- Елубай Умурзаков — дед
- Мурат Ахмадиев — Баян
- В. Шевцов — Егор
- Т. Котова — Софья
- Любовь Малиновская — Дарья
- Юрий Померанцев — археолог
- Раднэр Муратов — черкес
- Виктор Перевалов — сирота

В эпизодах: Яраги Зубайраев, Рахметулла Сальменов, Шолпан Алтайбаева, Амина Умурзакова и другие.
Соло на домбре звучит в исполнении Магауии Хамзина.

## Критика
Фильм, помимо призов и наград, получил восторженные отзывы критиков, отмечавших как мастерскую режиссуру, так и поэтичный сценарий:

Серьёзной удачей казахских кинематографистов был фильм «Земля отцов». Приход в кино талантливого поэта стал знаменательным и важным событием для киноискусства республики. Олжас Сулейменов принес на экран вкус к широким смысловым обобщениям, точность психологической детали, свежесть восприятия мира.— История советского кино. 1917—1967. - Институт истории искусств Министерства культуры СССР. — Москва: Искусство, 1969—1978. — 4 т.; — Том 4. — стр. 240

В сценарии «Земля отцов» нет столь модных сейчас закадровых виршей, да и герои говорят на обычном прозаическом, бытовом языке. Поэт пришел в кино, но не загромождают экран псевдо-лирические пейзажи, нарочито усложненные монтажные ассоциации: освободив от выспренности своих героев, фильм отказался от выспреннего языка кино.— Михаил Сулькин — Путь к родине // Искусство кино, 1967
Габит Мусрепов писал, что это «интересная, исполненная философских раздумий картина»., киновед Лилия Маматова указывала, что это «одна из лучших казахский картин о войне», журнал «Простор» рассматривая в канун 40-летия Победы фильмы о войне, что были сняты казахскими кинематографистами к этому моменту, поставил фильм на первое место.
Но, несмотря на похвалы критики, сам режиссёр в статье в газете «Советская культура» (1967, № 15), вызвавшей дискуссию, с горечью писал о фильме как о полуудаче, с тревогой режиссёра о зрителе, которого хотел бы видеть не потребителем готовой продукции, а соучастником творческого процесса.

И, наконец, «Земля отцов», картина, сделанная высокопрофессионально. Можно сказать, что, поставив этот фильм, Шакен Айманов осуществил мечту, к которой он шел так упорно и целеустремленно долгие годы: стал мастером кинорежиссуры. Здесь отчётливо проявился индивидуальный режиссёрский почерк Айманова. Он всегда пытался раскрывать образы через подтекст, во внешне скупых, сдержанных, но тем более внутренне содержательных действиях персонажей. В «Земле отцов» этот принцип стал скрытой пружиной развития сюжета. В этом фильме был создан настоящий советский национальный характер.— Искусство кино, 1976
Отмечается, что при философской трактовке Родины как СССР, идее интернационализма, фильм не только не умаляет, но подчёркивает национальный характер:

Рассказывая историю о том, как Дед вместе с внуком поехал за прахом погибшего на войне сына в далекую русскую деревню, создатели фильма сумели раскрыть глубокий философский смысл понятия Советская Родина — это братство людей по оружию, по единой интернациональной судьбе, отчизне. Дед, в прекрасном исполнении E. Умурзакова, не абстрактный старый человек вообще, а конкретный аксакал — казах со своим национальным ощущением мира. В этом смысле он родствен другому аксакалу — грузину из фильма «Отец солдата».— журнал «Простор», 1985

Высокий гуманистический потенциал этой работы надо искать, прежде всего, в поэтическом восприятии драгоценнейших завоеваний нашей социалистической нравственности, которая понята Аймановым и Сулейменовым как органическое развитие истинно народных, национальных этических идеалов. Герои фильма, будь то старый дед, великолепно сыгранный Е. Умурзаковым, или его внук Баян, воспринимают все новое, что входит в их жизнь во время путешествия к далекой могиле отца юноши, не только с удивлением и бескомпромиссностью нравственных оценок, но и убежденностью в торжестве добра на земле, с верой в человеческое братство. Эти Понятия для них не отвлеченные идеалы, а сама жизнь, которая должна стать лучше и гармоничнее. И их собственное участие в борьбе за эту лучшую жизнь утверждается в фильме без деклараций и призывов, а как само собой разумеющееся. Хотя бы, например, в той естественности переосмысления такого понятия, как «Земля отцов», которое стоит в центре философской проблематики фильма. «Земля отцов» произведение глубоко национальное по самой своей сути. Его своеобразие не во внешних приметах поведения героев, хотя опоэтизированная правда казахского быта удивительно точно воспроизведена Е. Умурзаковым, а в глубоко самобытном и истинно национальном восприятии ими явлений и органичности их оценок.— Услышать и понять человека / Людмила Ивановна Богатенкова. — Алма-Ата: Онер, 1987. — 304 с. — стр. 28
Исполнение роли деда актёром Елубай Умурзаков, практически создающего фильм, также заслужило высокую оценку критики:

Структура картины не позволяет назвать Ата (деда) главным героем, однако, он, несомненно, главное условие её существования. Этим фильм обязан великолепному актёру E. Умурзакову, его художественному мастерству, интуиции, человеческой и гражданской позиции. От удара по руке внука за прикосновение к запретной пище, свиному салу, до слез при встрече с мальчиком на российском полустанке (Баян случайно отстает от поезда) в старом аульном казахе происходит трудная, внутренняя борьба с самим собой за реальные нравственные ценности, за понимание случайных попутчиков в вагоне — актёр передает её молчаливо и скупо, но каждый его взгляд и жест исполнены чувства гордости и внимания к окружающим, ранимости и преодолеваемой нетерпимости к чужим нравам и устремлениям.— Тенденции развития киноискусства Казахстана /Кульшара Айнагулова, Катеш Алимбаева. — Гылым, 1990. — 158 с. — стр. 92

## Награды и фестивали
- Государственная премия Казахской ССР (1968) — исполнителю главной роли актёру Е. Умурзакову.
- III-й Всесоюзный кинофестиваль (Ленинград, 1968) — вторая премия за исполнение мужской роли актёру Е. Умурзакову.
- Смотр-соревнование кинематографистов Средней Азии и Казахстана (Душанбе, 1967) — высший приз «Горный хрусталь», диплом первой степени за лучший игровой фильм, диплом за сценарий.